# 戈滕海姆
戈滕海姆是德国巴登-符腾堡州的一个市镇。总面积8.74平方公里，总人口2670人，其中男性1311人，女性1359人（2011年12月31日），人口密度305人/平方公里。